# スタンダードAC
スタンダード・アスレティック・クラブ（英: Standard Athletic Club）は、フランスにおける最初のサッカークラブの1つとして1890年3月1日にパリで結成された英国人社交クラブである。スタンダードACは1894年にフランス初のサッカー選手権で優勝し、その後1895年、1897年、1898年、1901年にも優勝した。また、クリケットが唯一オリンピック競技として行われた1900年パリオリンピックにフランス代表として出場した。

## 歴史
スタンダードACは1890年3月1日に、パリ8区にある「ホースシュー」バーrue Copernicの奥の部屋で設立された。初期は、クラブは単にブローニュの森において一緒にスポーツをプレーしたい若い英国人の緩い団体であったが、徐々に規模が大きくなり、1906年にシュレンヌのヴァルドール（Val d’Or）に競技場を借りるまでになった。
1922年にクラブの恒久的本拠地を確保する歴史的決断がなされ、ムードンにある現在のグラウンドを購入した。第二次世界大戦中、クラブは乗っ取られ、レーダー妨害基地として使用された。1944年のパリ解放の直前に、最上階が全て破壊された。新たなクラブハウスは1957年および1972年に女王エリザベス2世によって落成された。クラブは1894年のフランス初のサッカー選手権で優勝し、1900年パリオリンピックで唯一行われたクリケット競技のフランス代表選手のほとんどを供給した。戦争までは、主要なスポーツ活動はサッカー、テニス、フィールドホッケー、クリケットであった。ホッケーチームは全国1部リーグでプレーしていた。水泳プールは1962年に開かれ、ゴルフ部門は1979年に初登場し、最初のスカッシュコートは1976年に建設された。スタンダードACのメンバーはフランスの初代スカッシュチャンピオンとなった。